# Marius Kaiser
Marius Kaiser (* 9. September 1877 in Friesach; † 3. Jänner 1969 in Wien) war ein österreichischer Hygieniker.

## Leben
Marius Kaiser, Sohn des Kaufmanns und Realitätenbesitzers Vinzenz Kaiser, nahm nach abgelegter Matura ein Studium der Medizin an der Universität Graz auf, das er 1903 mit dem Erwerb des akademischen Grades eines Dr. med. abschloss. Im selben Jahr trat er eine Assistenzstelle bei Professor Wilhelm Prausnitz am dortigen Hygiene-Institut an. Von 1908 bis 1914 arbeitete er als Hafenarzt in Triest, wurde dann zum Leiter des seesanitären Außendiensts bestimmt und war unter anderem mit der Durchführung der Schutzmaßnahmen während der Choleraepidemie 1911 betraut.
1918 habilitierte sich Kaiser an der Universität Graz für Hygiene, war in der Folge erneut am Hygiene-Institut tätig, bevor er 1921 einem Ruf als Seuchenreferent an das Bundesministerium für soziale Verwaltung nach Wien folgte. Kaiser – er wurde 1925 zum Ministerialrat ernannt – wurde 1926 die Leitung der Bundesstaatlichen Impfstoffgewinnungsanstalt übertragen. In den 30er Jahren gelang Kaiser die Herstellung des ersten lyophilisierten Trockenimpfstoffs zur subcutanen Pockenschutzimpfung.
1945 wurde Kaiser zum Leiter des Hygiene-Instituts sowie ordentlichen Professor der Hygiene an der Universität Wien ernannt. Nach seiner Emeritierung 1948 hatte er noch bis 1951 die Leitung des Instituts inne. Kaiser war 1946 Österreichs Vertreter bei der Gründung der WHO, 1948 gehörte er zu den Gründungsmitgliedern der Österreichischen Gesellschaft für Mikrobiologie.

## Schriften
- Die Blattern in der Schweiz, Volksgesundheitsamt, Wien, 1924
- Der Stand der Rattenvertilgung in Österreich, Deleiter, Dresden, 1929
- Mit Elise Liedl: Die Encephalitis post vaccinationem mit besonderer Berücksichtigung der österreichischen Fälle : Aus der bundesstaatlichen Impfstoffgewinnungsanstalt in Wien, Deleiter, Dresden, 1929
- Woher stammt die Pockenschutzimpfung und welchen Wert hat sie?, Ärztlicher Presseverein, 1930
- Die Notwendigkeit eines Impfgesetzes in Österreich, Ärztlicher Presseverein, 1932
- Die Blatternepidemie in Malmö (Dezember 1931 bis Februar 1932) und die Ergebnisse der dortigen Massenschutzimpfungen: Aus der Bundesstaatlichen Impfstoffgewinnungsanstalt in Wien, Perles, 1933
- Mit Julius Zappert: Die postvaccinale Encephalitis nach amtlichen österreichischen Daten, Springer, Wien, Berlin, 1938
- Pocken und Pockenschutzimpfung: ein Leitfaden für Amtsärzte, Impfärzte und Studierende der Medizin, Springer, 1949 ISBN 3-211-80099-9.
- Mit Franz Puntigam: Die Organisation der BCG-Impfung in Österreich, Bundesstaatliche Impfstoffgewinnungsanstalt, 1950
- Überempfindlichkeitsreaktionen bei intravenöser Verabreichung von Gammaglobulinpräparaten, Juris, 1967